# 努尼奥戈梅斯
努尼奥戈梅斯，是西班牙卡斯蒂利亚-拉曼恰托莱多省的一个市镇。总面积17平方公里，总人口165人（2001年），人口密度10人/平方公里。